# 滨海维克
滨海维克（法語：Vicq-sur-Mer，法語發音：[vik syʁ mɛʁ]）是法国芒什省的一个市镇，属于瑟堡区。该市镇于2016年由原市镇科克维尔、古贝维尔、滨海内维尔和雷托维尔合并而成，行政中心位于科克维尔。

## 地理
滨海维克（49°41'42.0"N, 1°24'27.0"W）面积20.58 平方千米，位于法国诺曼底大区芒什省，该省份为法国西北部沿海省份，西、北、东北三面环大西洋，东起顺时针与卡爾瓦多斯省、奧恩省、马耶讷省和伊勒-维莱讷省接壤。
与滨海维克接壤的市镇（或旧市镇、城区）包括：费芒维尔、卡讷维尔、泰维尔、圣皮埃尔埃格利斯、瓦鲁维尔、托克维尔、加特维尔勒法尔。
滨海维克的时区为UTC+01:00、UTC+02:00（夏令时）。

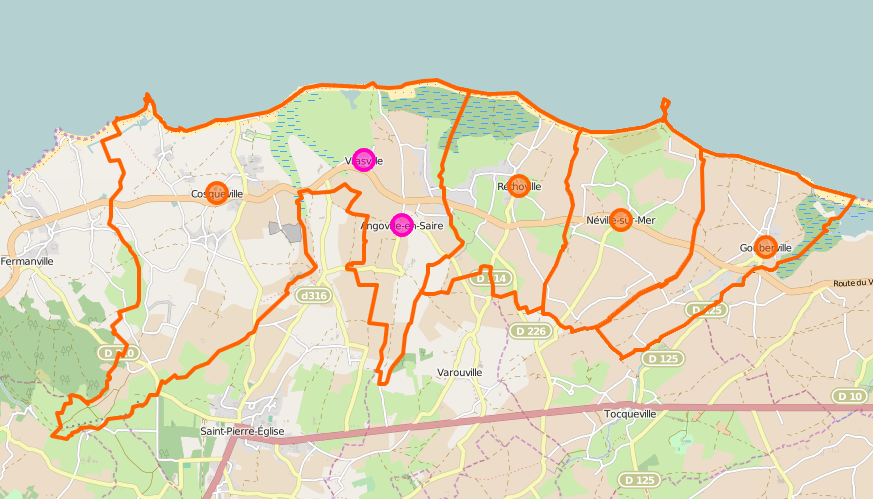
滨海维克的OSM定位图

## 行政
滨海维克的邮政编码为50330，INSEE市镇编码为50142。

## 政治
滨海维克所属的省级选区为赛尔河谷县。

## 人口
滨海维克于2022年1月1日时的人口数量为1083人。